# 匕首

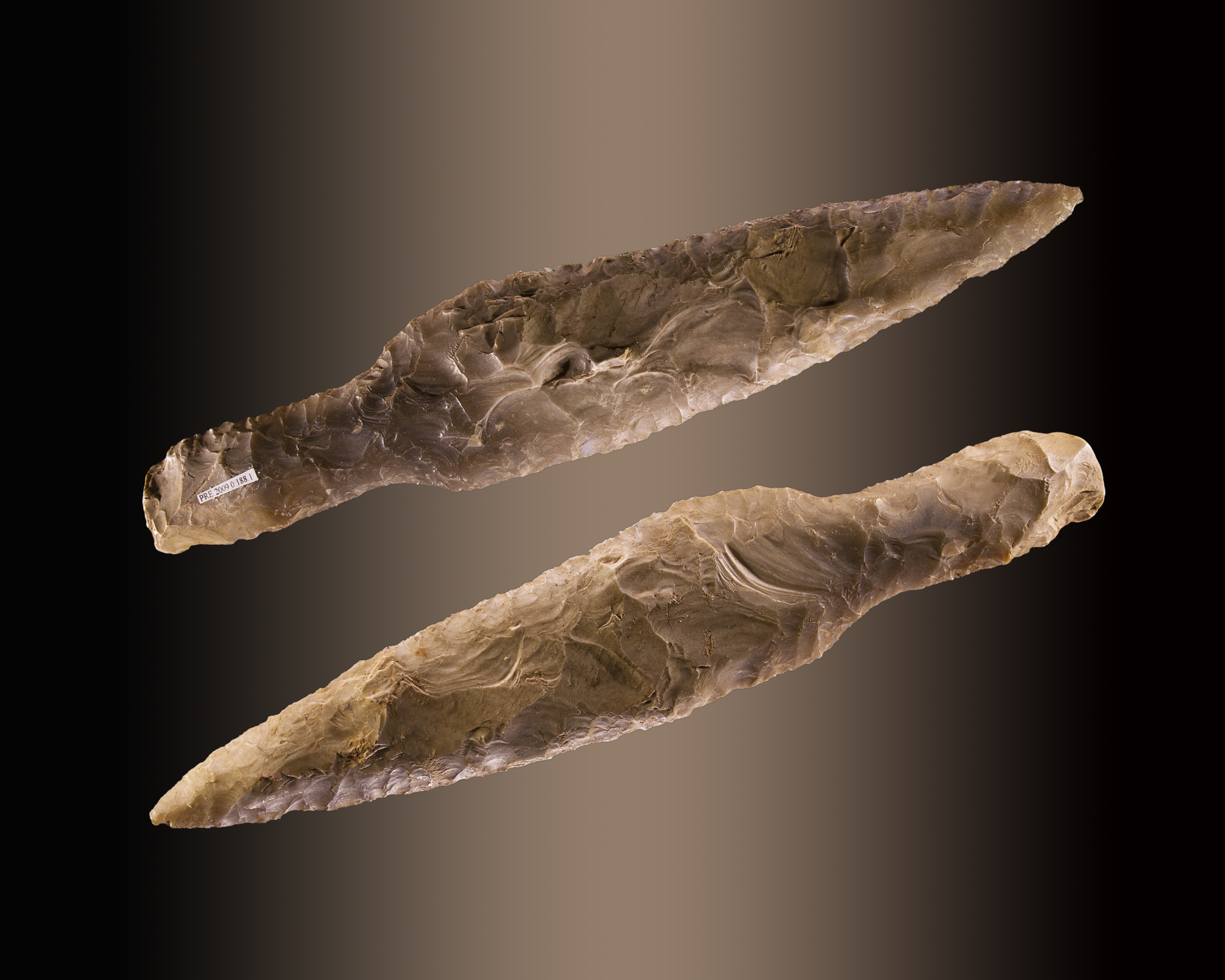
新石器時代的匕首，在Toulouse 博物館

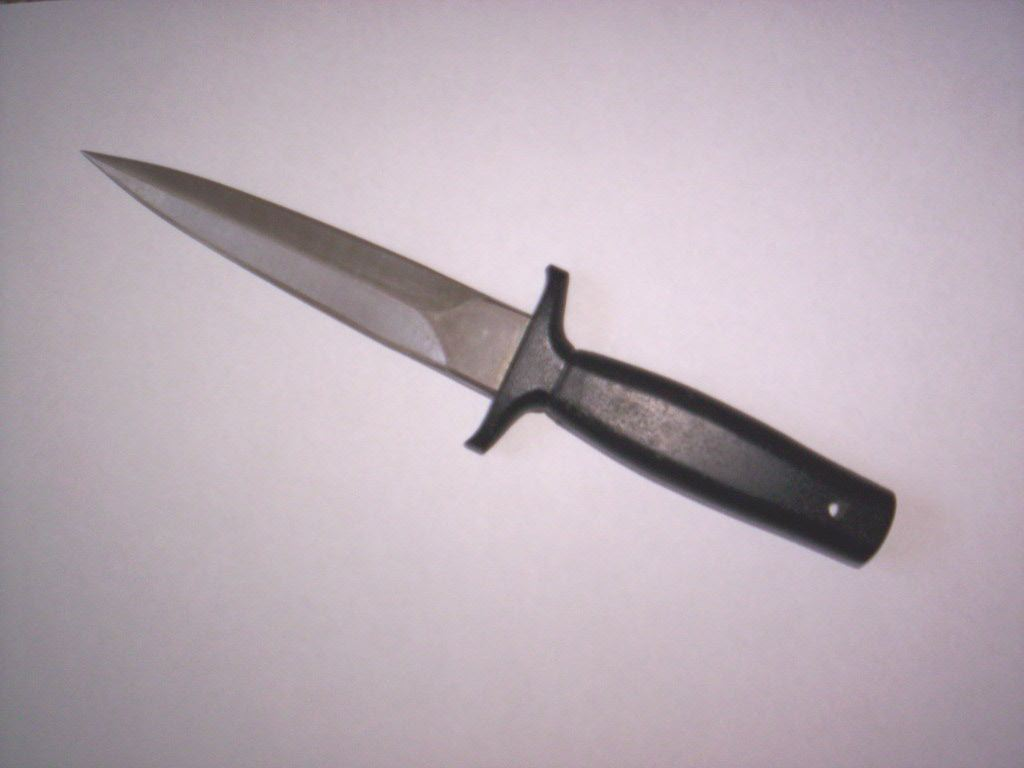
匕首

匕首指双刃短剑，全長約在30公分左右。中國最早在夏代就出現，一開始為青銅製，到了戰國時期因鐵器的發達改用鋼鐵製。一般作为近战防備武器，可以对目标投擲或突刺。
匕首也是中國歷代刺客所愛用的武器，著名成語「圖窮匕現」即是刺客將匕首藏在地圖的卷軸裡以刺殺別國君王的行動，荊軻刺秦王便是一個例子。

## 外語
現代人常常把英文的「Dagger」翻成匕首，而「Dagger」来自拉丁文「Daca」，指「Dacian knife」。

## 文學作品
匕首經常出現於文學作品之中。較為知名的是莎士比亞的悲劇《馬克白》。匕首貫穿全劇，無論在現實或幻境中，象徵麥克白的暴力選擇和野心。雖然他可以選擇無視匕首，但他選擇使用它。